# 정교원
정교원(鄭僑源, 일본식 이름: 烏川僑源우카와 교겐, 1887년 음력 4월 24일 ~ 1987년 4월 24일)은 대한제국과 일제강점기의 관료이며, 조선총독부 중추원 참의도 지냈다. 본관은 영일이며 본적은 경성부 가회동이다.

## 생애
1906년 탁지부 주사가 되면서 대한제국 관리로 임용되었다. 1908년에는 재무감독국 주사에 올랐다가 한일 병합 조약을 맞았다. 병합 직후인 1910년 10월에 조선총독부 임시토지조사국 주사로 임명되어 관계에 계속 머물렀다. 1917년에 경상북도 거창군 군수로 승진했고, 1921년에는 경상남도 서무과장을 겸했다. 1925년부터는 중추원 통역관 겸 서기로 근무하였다.
1926년 2월 18일 이완용후작 장례식 장의역원을 정할 때, 장의위원회 회장자접시원(會葬者接侍員)의 한 사람으로 진행에 참여했다.
1929년에 전라북도 참여관으로 승진하여 이듬해는 전라남도 참여관을 지냈다. 1933년에는 황해도 도지사로 또다시 승진했다. 이같은 고속 승진은 이례적인 것이라 당시에 "실로 입지전적인 인물"로 불릴 정도였다. 《조선인사흥신록》에 따르면 정교원은 성격이 원만하면서도 배포가 있어 신망이 두터웠던 것으로 되어 있다.
황해지사로 근무 중이던 1935년에 총독부가 편찬한 《조선공로자명감》에 조선인 공로자 353명 중 한 명으로 수록되어 있다. 이 책자에 실린 인물평에는 정교원이 전라남북도 참여관을 지내면서 농촌 진흥에 큰 공을 세운 것으로 되어 있다. 특히 항일 사상과 같은 "과격한 사상에 휩쓸리기 쉬운 청년의 지도"에 중점을 둔 것이 고위직에 오른 비결이라고 적혀 있다. 1928년 쇼와대례기념장, 1933년 훈4등 서보장을 수여받는 등 1933년을 기준으로 정5위 훈4등에 서위되어 있었다.
한편, 일제 강점기에는 조선인이 입는 흰 옷을 폐지하는 정책을 생활 개선책으로 크게 장려했는데, 정교원은 염색을 보급하고 흰 옷을 입지 못하도록 하는 열렬한 활동을 벌여 도내에서 흰 옷 입은 사람이 전혀 없을 정도였다. 이러한 공적을 인정받아 1938년 중추원 참의로 발탁되어 1943년까지 재직했다.
태평양 전쟁이 종전되기 직전까지 전쟁 지원을 위해 여러 사회단체에서도 활발한 활동을 했다. 정교원이 참여한 단체는 녹기연맹과 배영동지회, 국민총력조선연맹, 흥아보국단, 임전대책협의회, 조선임전보국단 등으로 모두 친일 또는 전쟁 지원이 직접적인 목적인 단체이다. 1941년에는 지원병 제도를 홍보하기 위한 지원병보급설전대에 참여한 뒤 경성부의 학교를 방문해 학생들에게 지원병으로 참전할 것을 촉구하기도 했으며, 1943년부터 특수법인으로 식량 증산을 추진하던 조선농지개발영단의 이사를 맡았다.
1944년 3월 22일 고양군수가 되고 1945년 6월 5일 충청북도지사로 부임하여 8월 15일까지 재직했다.

## 사후
2002년 발표된 친일파 708인 명단 중 중추원, 도지사, 도 참여관, 총독부 사무관, 기타의 다섯 부문에 선정되었고, 2008년 공개된 민족문제연구소의 친일인명사전 수록예정자 명단에서는 중추원과 관료, 친일단체의 세 부문에 두루 포함되었다. 2009년 친일반민족행위진상규명위원회가 발표한 친일반민족행위 705인 명단에도 포함되었다.
2005년 말 친일반민족행위자 재산의 국가귀속에 관한 특별법이 제정되면서 정교원의 재산이 직권조사 대상에 포함되었다. 이에 정교원의 후손은 경상북도 성주군 등 전국 각지에 소유한 총 8만5천여 평의 토지 및 임야를 모두 매각한 뒤 세금은 체납한 채 이듬해 미국으로 이민을 떠났다.

## 같이 보기
- 조선총독부 중추원
- 조선임전보국단
- 조선농지개발영단

## 참고자료
- 정교원(鄭僑源) - 국사편찬위원회
- 친일인명사전편찬위원회 (2004년 12월 27일). 《일제협력단체사전 - 국내 중앙편》. 서울: 민족문제연구소. 265,330,341~373,380,383,387~400,501,545쪽쪽. ISBN 978-89-953307-2-2.